# Lahmacun

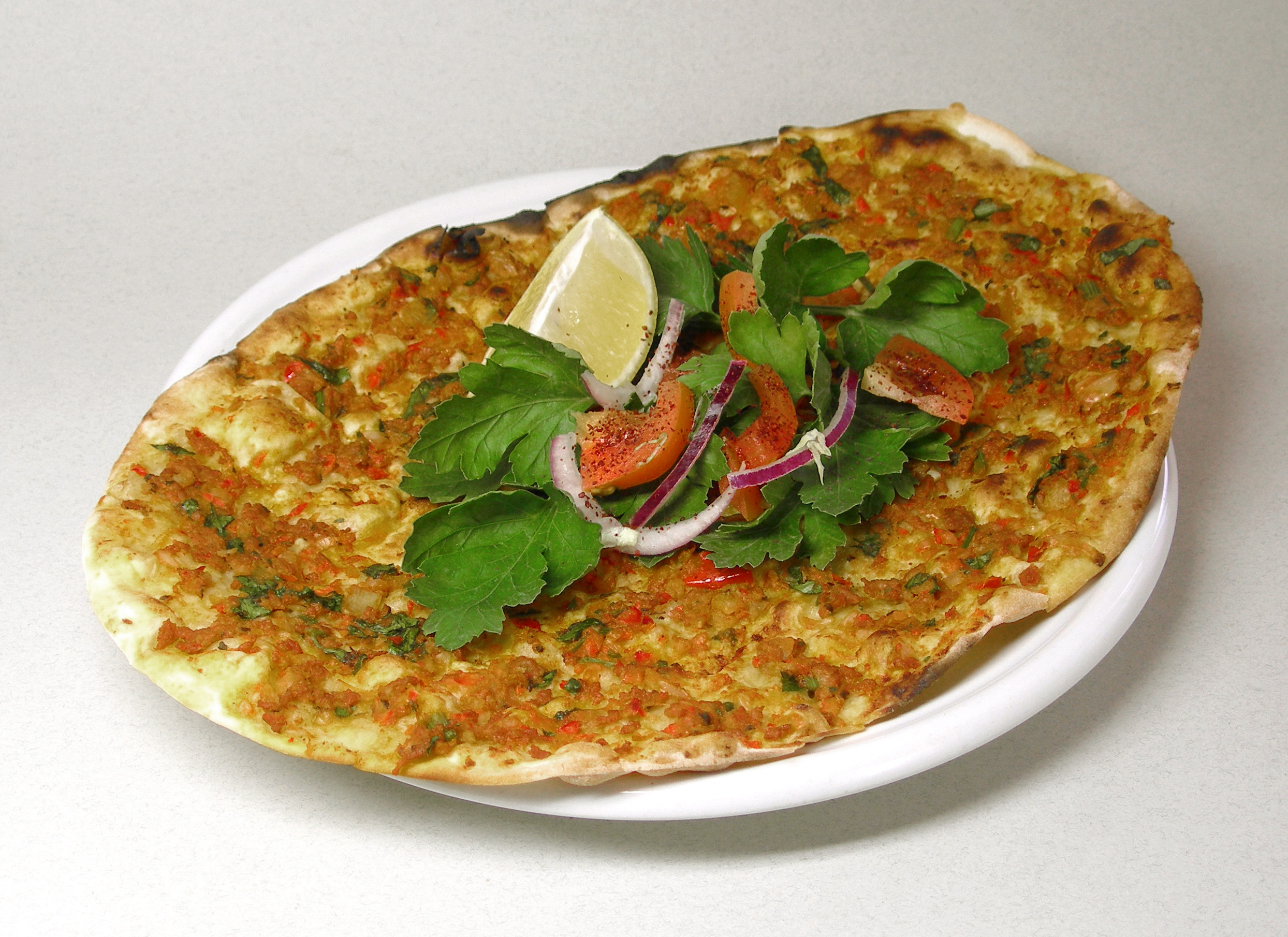
Lahmacun

Lahmacun, conhecido fora da Turquia, nomeadamente países europeus, também como pizza turca, é um pastel ou pão plano feito de massa lêveda, que antes de cozer é barrado finamente com um guisado bem temperado feito de carne picada, cebola e tomate. O Lahmacun é por tradição uma refeição leve, a qual é comida a maioria das vezes quente directo do forno. São conhecidos pratos semelhantes no mundo de língua árabe, por exemplo, o لحم بعجين, laḥm biʿajīn. A designação lahmacun é derivada do aramaico lahm am djun, a qual significa e mesmo que carne com massa.
Por extensão é considerado que os Assírios já no Século II antes de Cristo poderiam ter um prato semelhante e mercadores gregos poderiam tê-lo trazido para a Grécia. Os Assírios descobriram uma técnica que permitia formar uma massa muito fina. Em suma, pode-se dizer que é uma comida do Oriente Próximo, a qual foi adquirida por muitas culturas. Para a preparação é estendida uma massa simples feita de farinha de trigo, levedura, água, sal e possivelmente um pouco de óleo em bolo de espessura milimétrica e tamanho de prato, barrada com uma mistura feita de carne picada crua de cordeiro (anho) ou de vaca, tomate, cebola, alho e molho de colorau, que é temperada com cominhos, sumagre, pimenta e sal, e possivelmente cozido em um forno de pedra directo no chão. O Lahmacun é servido tradicionalmente apenas com salsa lisa, pedacinhos de cebola, e uma metade de limão — o pastel plano é gotejado com o sumo de limão, ainda tempero picante a gosto com o chili turco (pul biber), enrolado com a salsa e comido à mão.
Em Portugal o lahmacun já é conhecido e servido nos restaurantes especializados que servem o döner kebab, os quais foram instalados por imigrantes turcos chegados ao país em tempo muito recente. Dado que o nome lahmacun ainda é um pouco desconhecido, os próprios restaurantes também o referem como pizza turca.